# Concilium
Concilium − międzynarodowy periodyk teologiczny, którego pierwszy numer ukazał się w 1965; wychodzi w sześciu językach.
Fundatorami czasopisma byli: Antonie van den Boogaard, Paul Brand, Yves Congar, Hans Küng, Johann Baptist Metz, Karl Rahner, Edward Schillebeeckx i Gustavo Gutiérrez. Międzynarodowy sekretariat periodyku znajduje się w Madrasie w Indiach. Edycja włoska publikowana jest przez dom wydawniczy Queriniana w Brescii. Do 2012 dyrektorem wersji włoskiej był teolog Rosino Gibellini. Obecnie wersję włoską redaguje Gianluca Montaldi. Pozostałe wersje językowe wydawane są przez: SCM-Canterbury Press (angielska), Matthias-Grunewald-Verlag (niemiecka), Editoria Vozes (portugalska), Editorial Verbo Divino (hiszpańska), Ex libris and Synopsis (chorwacka).